# Pipersee
Der Pipersee ist ein See im Kreis Herzogtum Lauenburg im deutschen Bundesland Schleswig-Holstein südöstlich der Ortschaft Salem. Er ist ca. 16 ha groß und bis zu 6,7 m tief.